# Batilde di Schaumburg-Lippe
Batilde di Schaumburg-Lippe (nome completo: Bathildis Marie Leopoldine Anna Auguste zu Schaumburg-Lippe; Ratibořské Hory, 21 maggio 1873 – Bad Arolsen, 6 aprile 1962) fu la sesta figlia del principe Guglielmo di Schaumburg-Lippe e della moglie Batilde di Anhalt-Dessau. Divenne moglie di Federico, principe di Waldeck-Pyrmont.

## Biografia
Batilde nacque a Ratiboritz (oggi Ratibořské Hory, Repubblica Ceca), sestogenita e seconda figlia del principe Guglielmo di Schaumburg-Lippe (1834-1906) e di sua moglie, la principessa Batilde di Anhalt-Dessau (1837-1902).

## Matrimonio
Sposò il 9 agosto 1895 a Náchod, suo cugino di secondo grado, Federico, principe di Waldeck e Pyrmont (1865-1946), sesto figlio di Giorgio Vittorio, principe di Waldeck e Pyrmont, e della sua prima moglie, la principessa Elena di Nassau.
Ebbero quattro figli:
- Giosea, Principe Ereditario di Waldeck e Pyrmont (1896-1967);
- Principe Massimiliano Guglielmo Gustavo Ermanno (1898-1981);
- Elena, Granduchessa Ereditaria di Oldenburg (1899-1948);
- Principe Giorgio Guglielmo Carlo Vittorio (1902-1971).

## Titoli e trattamento
- 21 maggio 1873 – 9 agosto 1895: Sua Altezza Serenissima Principessa Bathilde di Schaumburg-Lippe
- 9 agosto 1895 – 26 maggio 1946: Sua Altezza Serenissima La Principessa di Waldeck e Pyrmont
- 26 maggio 1946 – 6 aprile 1962: Sua Altezza Serenissima La Principessa Madre di Waldeck e Pyrmont

## Ascendenza
|                                                 |                                                |                                                  | Genitori                                                 |  |  | Nonni |  |  | Bisnonni                              |  |  | Trisnonni                                    |  |
|                                                 |                                                |                                                  |                                                          |  |  |       |  |  | Filippo II, Conte di Schaumburg-Lippe |  |  | Federico Ernesto, Conte di Lippe-Alverdissen |  |
|                                                 |                                                |                                                  |                                                          |  |  |       |  |  | Filippo II, Conte di Schaumburg-Lippe |  |  | Federico Ernesto, Conte di Lippe-Alverdissen |  |
|                                                 |                                                | Elisabetta Filippina di Friesenhausen            |                                                          |  |  |       |  |  | Filippo II, Conte di Schaumburg-Lippe |  |  |                                              |  |
| Giorgio Guglielmo, Principe di Schaumburg-Lippe |                                                |                                                  |                                                          |  |  |       |  |  | Filippo II, Conte di Schaumburg-Lippe |  |  |                                              |  |
|                                                 |                                                | Langravia Giuliana d'Assia-Philippsthal          | Guglielmo, Langravio d'Assia-Philippsthal                |  |  |       |  |  |                                       |  |  |                                              |  |
|                                                 |                                                | Langravia Giuliana d'Assia-Philippsthal          | Guglielmo, Langravio d'Assia-Philippsthal                |  |  |       |  |  |                                       |  |  |                                              |  |
|                                                 |                                                | Langravia Giuliana d'Assia-Philippsthal          | Langravia Ulrica Eleonora d'Assia-Philippsthal-Barchfeld |  |  |       |  |  |                                       |  |  |                                              |  |
| Principe Guglielmo di Schaumburg-Lippe          |                                                | Langravia Giuliana d'Assia-Philippsthal          |                                                          |  |  |       |  |  |                                       |  |  |                                              |  |
|                                                 |                                                | Giorgio I, Principe di Waldeck e Pyrmont         | Carlo Augusto, Principe di Waldeck e Pyrmont             |  |  |       |  |  |                                       |  |  |                                              |  |
|                                                 |                                                | Giorgio I, Principe di Waldeck e Pyrmont         | Carlo Augusto, Principe di Waldeck e Pyrmont             |  |  |       |  |  |                                       |  |  |                                              |  |
|                                                 |                                                | Giorgio I, Principe di Waldeck e Pyrmont         | Contessa Palatina Cristiana Enrichetta di Zweibrücken    |  |  |       |  |  |                                       |  |  |                                              |  |
| Principessa Ida di Waldeck e Pyrmont            |                                                | Giorgio I, Principe di Waldeck e Pyrmont         |                                                          |  |  |       |  |  |                                       |  |  |                                              |  |
|                                                 |                                                | Principessa Augusta di Schwarzburg-Sondershausen | Augusto II, Principe di Schwarzburg-Sondershausen        |  |  |       |  |  |                                       |  |  |                                              |  |
|                                                 |                                                | Principessa Augusta di Schwarzburg-Sondershausen | Augusto II, Principe di Schwarzburg-Sondershausen        |  |  |       |  |  |                                       |  |  |                                              |  |
|                                                 |                                                | Principessa Augusta di Schwarzburg-Sondershausen | Principessa Cristina di Anhalt-Bernburg                  |  |  |       |  |  |                                       |  |  |                                              |  |
| Principessa Batilde di Schaumburg-Lippe         |                                                | Principessa Augusta di Schwarzburg-Sondershausen |                                                          |  |  |       |  |  |                                       |  |  |                                              |  |
|                                                 | Federico, Principe Ereditario di Anhalt-Dessau | Leopoldo III, Duca di Anhalt-Dessau              |                                                          |  |  |       |  |  |                                       |  |  |                                              |  |
|                                                 | Federico, Principe Ereditario di Anhalt-Dessau | Leopoldo III, Duca di Anhalt-Dessau              |                                                          |  |  |       |  |  |                                       |  |  |                                              |  |
|                                                 | Federico, Principe Ereditario di Anhalt-Dessau | Margravia Luisa di Brandeburgo-Schwedt           |                                                          |  |  |       |  |  |                                       |  |  |                                              |  |
| Principe Federico Augusto di Anhalt-Dessau      | Federico, Principe Ereditario di Anhalt-Dessau |                                                  |                                                          |  |  |       |  |  |                                       |  |  |                                              |  |
|                                                 |                                                | Langravia Amalia d'Assia-Homburg                 | Federico V, Langravio d'Assia-Homburg                    |  |  |       |  |  |                                       |  |  |                                              |  |
|                                                 |                                                | Langravia Amalia d'Assia-Homburg                 | Federico V, Langravio d'Assia-Homburg                    |  |  |       |  |  |                                       |  |  |                                              |  |
|                                                 |                                                | Langravia Amalia d'Assia-Homburg                 | Langravia Carolina d'Assia-Darmstadt                     |  |  |       |  |  |                                       |  |  |                                              |  |
| Principessa Batilde di Anhalt-Dessau            |                                                | Langravia Amalia d'Assia-Homburg                 |                                                          |  |  |       |  |  |                                       |  |  |                                              |  |
|                                                 |                                                | Langravio Guglielmo d'Assia-Kassel               | Langravio Federico d'Assia-Kassel                        |  |  |       |  |  |                                       |  |  |                                              |  |
|                                                 |                                                | Langravio Guglielmo d'Assia-Kassel               | Langravio Federico d'Assia-Kassel                        |  |  |       |  |  |                                       |  |  |                                              |  |
|                                                 |                                                | Langravio Guglielmo d'Assia-Kassel               | Principessa Carolina di Nassau-Usingen                   |  |  |       |  |  |                                       |  |  |                                              |  |
| Langravia Maria Luisa Carlotta d'Assia-Kassel   |                                                | Langravio Guglielmo d'Assia-Kassel               |                                                          |  |  |       |  |  |                                       |  |  |                                              |  |
|                                                 |                                                | Principessa Luisa Carlotta di Danimarca          | Federico, Principe Ereditario di Danimarca               |  |  |       |  |  |                                       |  |  |                                              |  |
|                                                 |                                                | Principessa Luisa Carlotta di Danimarca          | Federico, Principe Ereditario di Danimarca               |  |  |       |  |  |                                       |  |  |                                              |  |
|                                                 |                                                | Principessa Luisa Carlotta di Danimarca          | Duchessa Sofia Federica di Meclemburgo-Schwerin          |  |  |       |  |  |                                       |  |  |                                              |  |
|                                                 |                                                | Principessa Luisa Carlotta di Danimarca          |                                                          |  |  |       |  |  |                                       |  |  |                                              |  |